# Consejo de las Américas
El Consejo de las Américas es una organización empresarial estadounidense cuyo objetivo es promover el libre comercio, la democracia y los mercados abiertos en las Américas. Esto incluye a Canadá, México, al Caribe y a Sudamérica. Sus miembros comparten un compromiso común para asegurar el desarrollo económico-social, los mercados abiertos, la regla de ley, y la democracia en el hemisferio occidental. La afiliación del Consejo consta de dirigir las compañías internacionales que representan un ancho espectro de sectores, incluyendo el bancario, el de finanzas, los servicios de consultoría, los productos de consumidor, la energía y minería, la fabricación, los medios de comunicación, la tecnología, transporte y migrantes.

## Historia
Fundado en 1963 con el nombre de Grupo Empresarial para América Latina por David Rockefeller, por la petición del entonces presidente John F. Kennedy como medio para las empresas para luchar contra la influencia de Fidel Castro en Latinoamérica. La administración Kennedy concedió garantías de inversión, que para 1967 le costaría al gobierno seiscientos millones solo por el caso de Chile. Casi 30 empresas participaron en 1965 cuando el grupo empresarial se reorganizó como Consejo para América Latina. Desde entonces, la afiliación ha crecido por encima de doscientas empresas blue chip que representan la mayor parte de las inversiones privadas estadounidenses en Latinoamérica.

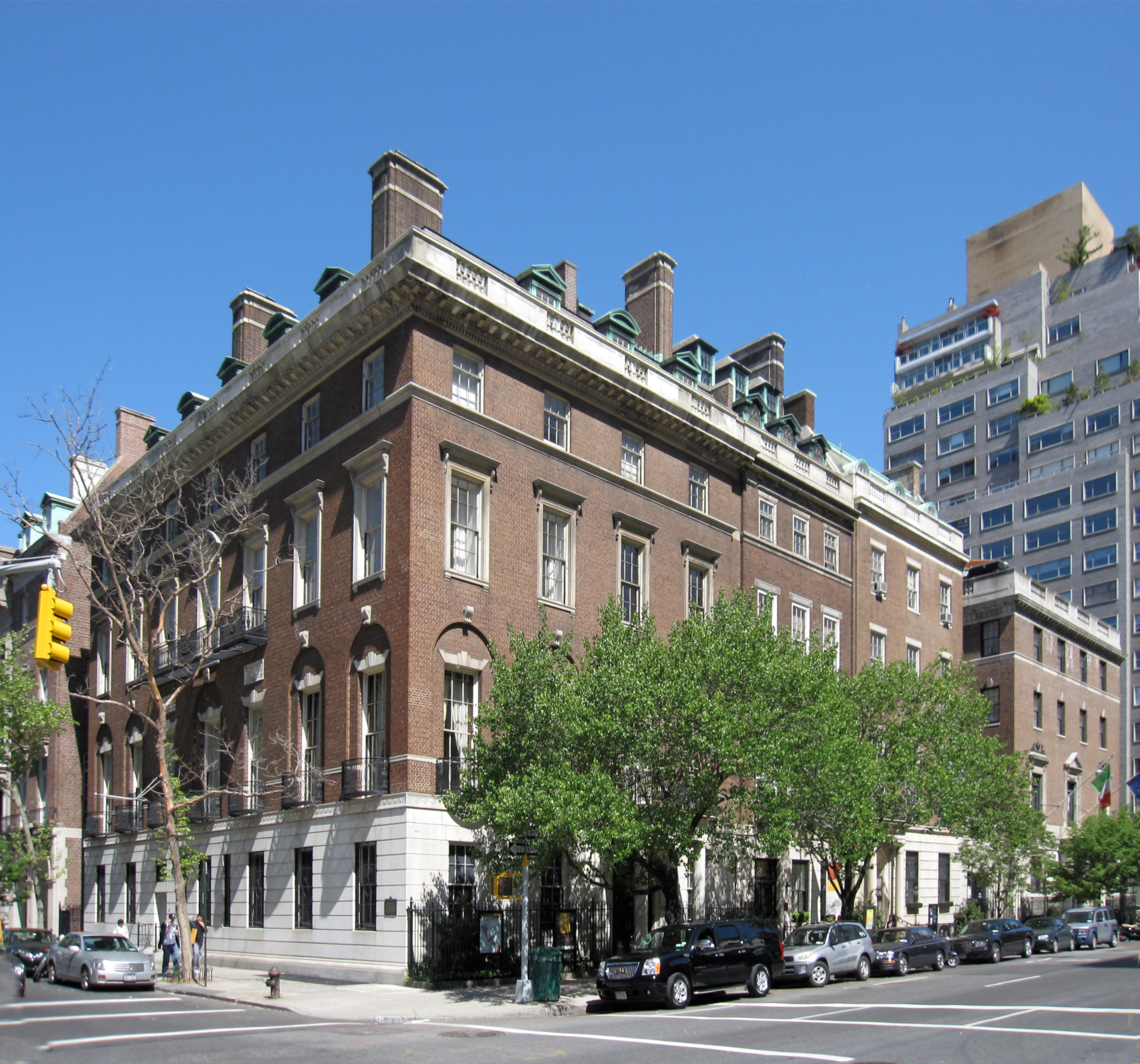
Sede en la casa Percy R. Pyne.

## Lectura adicional
- Memorias, David Rockefeller, Nueva York: Casa Aleatoria, 2002.